# Columba leuconota
Pombo-das-neves (Columba leuconota) é uma espécie de ave da família Columbidae.
Pode ser encontrada nos seguintes países: Afeganistão, Butão, China, Índia, Cazaquistão, Myanmar, Nepal, Paquistão, Rússia, Tadjiquistão e Turquemenistão.